# Aldino Muianga
Aldino Muianga (Lourenço Marques, 1 de mayo de 1950) es un escritor y médico de Mozambique.
Estudió cirugía y es coordinador nacional del Trabajo comunitario de Mozambique.

## Premios
- Prémio Literário TDM, 2001
- Prémio Literário Da Vinci, 2003
- Prémio José Craveirinha de Literatura, 2009.[2]

## Obra
- Xitala Mati, (1987)[3]
- Magustana, (1992)
- A Noiva de Kebera, (1999);
- Rosa Xintimana, (2001); (Prémio Literário TDM)
- O Domador de Burros, (2003); (Prémio Literário Da Vinci)
- Meledina ou história de uma prostituta,(2004)
- A Metamorfose, (2005)
- Contos Rústicos, (2007)
- Contravenção - uma história de amor em tempo de guerra, (2008), Prémio José Craveirinha de Literatura